# Максимовский сельсовет (Янаульский район)
Максимовский сельсовет — муниципальное образование в Янаульском районе Башкортостана.
Согласно «Закону о границах, статусе и административных центрах муниципальных образований в Республике Башкортостан» имеет статус сельского поселения.

## Состав сельсовета
- с. Максимово,
- д. Верхняя Барабановка,
- д. Зирка.

## Население
| 2002 | 2009 | 2010 | 2012 | 2013 | 2014 | 2015 |
| ---- | ---- | ---- | ---- | ---- | ---- | ---- |
| 922  | ↗934 | ↘804 | ↘771 | ↘753 | ↘734 | ↘728 |
| 2016 | 2017 | 2018 |      |      |      |      |
| ↘708 | ↘704 | ↘686 |      |      |      |      |